# ديفيد ر. سيغال
ديفيد ر. سيغال (بالإنجليزية: David R. Segal)‏ هو أستاذ جامعي أمريكي، ولد في 22 يونيو 1941.